# Rob Machado

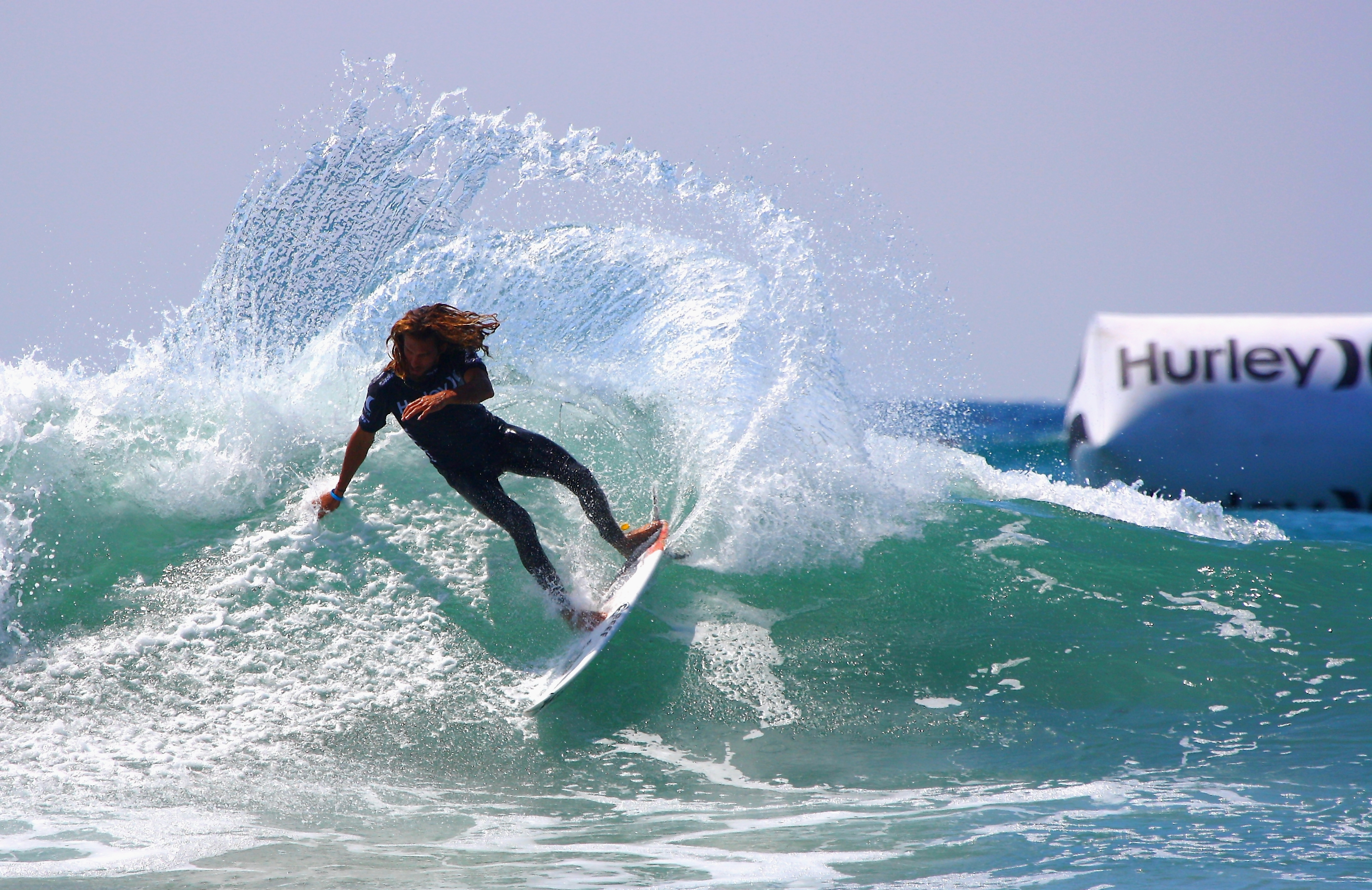
Machado surfiando en Lower Trestles, California.

Robert Edward Machado, conocido como Rob Machado, (nació el 16 de octubre de 1973, Sídney / Australia) es un surfista profesional  que reside en Cardiff-by-the-Sea (California).

Ha ganado varios de los más prestigiosos concursos de surf, incluyendo el Pipeline Masters de Hawái (Triple Corona de Surf), y el Abierto de Surf de Estados Unidos.
Desde que salió del circuito mundial del surf ASP World Tour en 2001 ha seguido siendo un ejemplo a seguir dentro del mundo del surf, sus videos y fotografías son seguidas a pesar de no participar en el circuito mundial. Destaca sus planes para proporcionar agua potable promovidos por el mundo, sobre todo en algunos países como Indonesia.
Machado es considerado Soul Surfer por su estilo de vida y por su manera de hacer surf.
Ha realizado algunos trabajos con el músico y también surfista, Jack Johnson.
Ha aparecido en algunas películas como actor  como  The Drifter  en la que es protagonista, o Pipe (que trata sobre varios surfistas profesionales). También su aparición en la película de animación Locos por el surf junto a Kelly Slater.

## Patrocinadores
Hurley,
Reef,
Channel Island,
Nixon,
Firewire surfboards